# Un giorno e mezzo
Un giorno e mezzo (En dag och en halv) è un film del 2023 diretto da Fares Fares.

## Trama
Nel tentativo di potersi ricongiungere con la figlia, un uomo disperato rapisce in un centro medico l'ex moglie.

## Distribuzione
Il film è stato distribuito sulla piattaforma Netflix a partire dal 1º settembre 2023.